# ایمی آدامز
اِیمی لو آدامز (به انگلیسی: Amy Lou Adams؛ زادهٔ ۲۰ اوت ۱۹۷۴) بازیگر آمریکایی است. او به‌خاطر بازی در نقش‌های کمدی و دراماتیک شهرت دارد و نامش سه بار در رتبه‌بندی‌های سالیانهٔ بازیگران زن با بیشترین دستمزد در جهان قرار گرفته است. او افتخارات متعددی از جمله دو جایزهٔ گلدن گلوب کسب کرده و علاوه بر این، نامزد دریافت شش جایزهٔ اسکار، هفت جایزهٔ فیلم بفتا و دو جایزهٔ امی ساعات پربیننده شده است.
آدامز کار خود را به‌عنوان رقصنده در تئاتر دینر آغاز کرد و از سال ۱۹۹۴ تا ۱۹۹۸ در این حوزه فعالیت داشت. نخستین تجربه سینمایی‌اش را با بازی در نقشی مکمل در کمدی سیاه آخر خوشگل‌ها (۱۹۹۹) به دست آورد. او در مجموعه‌های تلویزیونی به‌صورت مهمان حضور یافت و در فیلم‌های کم‌بودجه نقش‌هایی از نوع «دختر بدجنس» را ایفا کرد. نخستین نقش مطرح او در فیلم زندگی‌نامه‌ای اگه می‌تونی منو بگیر (۲۰۰۲) ساختهٔ استیون اسپیلبرگ شکل گرفت، اما تا یک سال پس از آن فعالیتی نداشت. موفقیت حرفه‌ای او با بازی در نقش یک زن باردار پرحرف در فیلم کمدی-درام مستقل جون‌باگ (۲۰۰۵) رقم خورد که برای این نقش، اولین نامزدی جایزه اسکار را کسب کرد.
فیلم موزیکال فانتزی افسون‌شده (۲۰۰۷) که آدامز در آن نقش دختری شاد و سرزنده را بازی کرد، نخستین فیلم موفق او در جایگاه نقش اول بود. او این مسیر را با بازی در نقش زنانی ساده‌لوح و خوش‌بین در فیلم‌هایی مانند درام تردید (۲۰۰۸) دنبال کرد و سپس در فیلم ورزشی مشت‌زن (۲۰۱۰) و درام روان‌شناختی استاد (۲۰۱۲) نقش‌هایی جسورانه‌تری به نمایش گذاشت که با نقدهای مثبت همراه بودند. آدامز از سال ۲۰۱۳ تا ۲۰۱۷ شخصیت لوئیس لین را در فیلم‌های واقع‌شده در دنیای توسعه‌یافته دی‌سی به تصویر کشید. او بابت بازی در نقش شیادی اغواگر در فیلم جنایی حقه‌بازی آمریکایی (۲۰۱۳) و مارگارت کین در فیلم زندگی‌نامه‌ای چشمان بزرگ (۲۰۱۴) دو بار پیاپی برندهٔ جایزهٔ گلدن گلوب شد. همچنین بازی در نقش یک زبان‌شناس در فیلم علمی تخیلی ورود (۲۰۱۶)، گزارشگری خودزن در مینی‌سریال چیزهای تیز (۲۰۱۸) و لین چینی در فیلم طنز معاون (۲۰۱۸) با استقبال گستردهٔ منتقدان همراه شد.
آدامز در عرصهٔ تئاتر نیز فعالیت داشته و در بازآفرینی نمایش‌های به‌سوی جنگل (۲۰۱۲) در پابلیک تییتر و باغ‌وحش شیشه‌ای (۲۰۲۲) در وست اند روی صحنه رفته است. او در سال ۲۰۱۴ از سوی مجلهٔ تایم یکی از ۱۰۰ شخص تأثیرگذار در جهان نام گرفت و نامش در فهرست ۱۰۰ ستاره ثروتمند فوربز قرار گرفت.

## اوایل زندگی
اِیمی لو آدامز در ۲۰ اوت ۱۹۷۴ از والدینی آمریکایی به نام‌های کاترین و ریچارد آدامز، در آویانو، ایتالیا به دنیا آمد. پدرش در آن زمان عضو ارتش ایالات متحده بود که در مجتمع نظامی ادرل در ویچنزا سکونت داشت. آدامز چهار برادر و دو خواهر دارد. خانواده او پس از جابه‌جایی میان پایگاه‌های مختلف نیروی زمینی، سرانجام در هشت سالگی اِیمی در کاسل راک، کلرادو ساکن شدند. پدرش پس از خروج از ارتش به صورت حرفه‌ای در کلوپ‌های شبانه و رستوران‌ها به خوانندگی پرداخت. آدامز تماشای اجراهای پدرش و نوشیدن شرلی تمپلز در بار را از خاطرات مورد علاقهٔ دوران کودکی‌اش می‌داند. این خانواده از نظر مالی در تنگنا بودند؛ آن‌ها اغلب با هم به اردو و کوه‌نوردی می‌رفتند و نمایش‌های کوتاه آماتوری را که پدر یا گاهی مادرش نوشته بود، اجرا می‌کردند. او از همان زمان به نمایش‌نامه‌ها علاقه داشت و همیشه نقش اصلی را بر عهده می‌گرفت.
آدامز در خانواده‌ای مورمون بزرگ شد تا اینکه والدینش در سال ۱۹۸۵ از یکدیگر جدا شدند و کلیسا را ترک کردند. او اعتقادات مذهبی چندانی نداشت، اما گفته که روش تربیتش را به دلیل تأکید بر عشق و شفقت ارزشمند می‌داند. پس از جدایی، پدرش به آریزونا رفت، دوباره ازدواج کرد و فرزندان نزد مادرشان ماندند. مادرش بدن‌ساز نیمه حرفه‌ای بود که هنگام تمرین بچه‌ها را با خود به باشگاه می‌برد. آدامز بی‌پروایی دوران کودکی‌اش را همراه با خواهر و برادرش به رمان سالار مگس‌ها تشبیه کرده است. او خود را «کودکی ستیزه‌جو و سرسخت» توصیف می‌کند و می‌گوید بارها با بچه‌های دیگر درگیر شده بود.
آدامز تحصیلاتش را در دبیرستان شهرستان داگلاس دنبال کرد. او تمایلی به تحصیل نداشت و بیشتر به هنرهای خلاقانه گرایش داشت؛ در گروه هم‌سرایان مدرسه آواز می‌خواند، در ورزش‌های دو و میدانی و ژیمناستیک شرکت کرد و آرزو داشت بالرین شود. به همین خاطر، او به‌عنوان کارآموز در کمپانی محلی رقص دیوید تیلور آموزش دید. آدامز از فضای دبیرستان بیزار بود و اغلب با هم‌کلاسی‌هایش معاشرت نمی‌کرد. پس از فارغ‌التحصیلی، همراه مادرش به آتلانتا رفت. او به کالج نرفت و بعداً از ادامه‌ندادن تحصیلات عالی ابراز پشیمانی کرد. آدامز در ۱۸ سالگی متوجه شد که استعداد کافی برای بالرین حرفه‌ای شدن ندارد و تئاتر موزیکال را بیشتر با روحیاتش سازگار یافت. یکی از اولین تجربه‌هایش روی صحنه، بازی داوطلبانه در نمایش آنی بود. او برای تأمین هزینه‌های زندگی، مدتی به‌عنوان خوش‌آمدگو در فروشگاه گپ کار کرد. او همچنین در یکی از شعبه‌های هوترس پیشخدمت بود اما پس از اینکه پول کافی برای خرید یک ماشین دست‌دوم پس‌انداز کرد، این شغل را کنار گذاشت.

## حرفه

### تئاتر دینر و اوایل حضور در تلویزیون (۱۹۹۴–۲۰۰۴)
آدامز کار حرفه‌ای خود را در سال ۱۹۹۴ به‌عنوان رقصنده در تئاتر دینر آغاز کرد و در نمایش ردیف هم‌سرایان در بولدر، کلرادو روی صحنه رفت. او در این شغل باید پیش از اجرا، در غذاخوری پیشخدمتی می‌کرد. آواز و رقص را دوست داشت، اما از پیشخدمتی بیزار بود و وقتی یکی از همکارانش، که او را دوست خود می‌دانست، اتهامات نادرستی علیه‌اش به کارگردان گفت، به دردسر افتاد. آدامز گفت: «هیچ‌وقت نفهمیدم آن دروغ‌ها چه بودند. فقط می‌دانستم مدام با من تماس می‌گرفتند و دربارهٔ حرفه‌ای نبودنم تذکر می‌دادند.» او این کار را از دست داد، اما در تئاترهای دینر دیگری مثل سالن موسیقی هریتیج اسکوئر در دنور و خانهٔ تئاتر دینر کانتری به اجرا ادامه داد. در سال ۱۹۹۵، هنگام اجرای هرچیزی ممکن است در خانه تئاتر دینر کانتری، مایکل بریندیزی، رئیس و کارگردان هنری تئاتر دینر چنهسن در مینیاپولیس، او را دید و پیشنهاد کار در چنهسن را داد. آدامز به چنهسن، مینه‌سوتا رفت و سه سال بعد را آنجا روی صحنه بود. او عاشق نظم و اطمینان این کار بود و گفته است که چیزهای زیادی از آن آموخت. با این حال، کار طاقت‌فرسا به جسمش آسیب زد: «صدمات مکرر زیادی داشتم—بورسیت در زانوها، عضلات کشیده‌شده در کشاله ران، و مشکلات عضله دورکننده و نزدیک‌کننده. بدنم داشت از پا می‌افتاد.»
طی مدت زمانی که آدامز در چنهسن بود، او در نخستین فیلم خود—فیلم طنز کوتاه سیاه‌وسفید با نام د کرومیوم هوک—ایفای نقش کرد. بلافاصله پس از آن، در حالی که به دلیل آسیب‌دیدگی عضله‌اش در مرخصی بود، در مصاحبهٔ بازیگری محلی برای فیلم طنز هالیوودی آخر خوشگل‌ها (۱۹۹۹) که دربارهٔ جشنوارهٔ زیبایی با بازی کیرستن دانست، الن بارکین و کرستی الی بود، شرکت کرد. آدامز برای بازی در نقش مکمل یک هلهله‌چی بی‌بندوبار انتخاب شد. او احساس می‌کرد که شخصیت کاراکترش از شخصیت خود بسیار متفاوت بود و نگران این بود که چطور مردم او را درک خواهند کرد. این پروژه به‌صورت محلی فیلم‌برداری شد و این امکان را برای آدامز فراهم آورد که در کنار حضور در صحنه‌های فیلمبرداری، در نمایش بریگادون هم به روی صحنه رود. دل‌گرمی کرستی الی، آدامز را ترغیب کرد که حرفهٔ سینمایی خود را با جدیت دنبال کند و در ژانویهٔ ۱۹۹۹ به لس آنجلس نقل مکان کرد. او تجربهٔ اولیهٔ خود در این شهر را «تلخ» و «ناخوشایند» توصیف کرد و دلتنگِ زندگی گذشته‌اش در چنهسن شده بود.
آدامز در لس آنجلس برای هر نقشی که پیدا می‌کرد، تست بازیگری می‌داد، اما اغلب نقش‌های «دختر بدجنس» به او پیشنهاد می‌شد. اولین فرصت بازیگری‌اش تنها یک هفته پس از نقل مکان به آن‌جا، در مجموعه تلویزیونی منچستر پرپ از شبکهٔ فاکس به دست آمد؛ سریالی که اسپین‌آفی از فیلم مقاصد بی‌رحمانه بود. او در این مجموعه نقش اصلی کاترین مرتویول را بازی کرد که پیش‌تر سارا میشل گلر آن را در فیلم ایفا کرده بود. اما این مجموعه پس از بازنویسی‌های متعدد فیلم‌نامه و دو بار توقف تولید، در نهایت لغو شد. آدامز بعدها اظهار کرد در صحنه‌ای جنجالی، که در آن شخصیتش دختری را به خودارضایی روی اسب تشویق می‌کند، دلیل اصلی لغو پروژه بود. سه قسمت فیلم‌برداری‌شده بعداً بازتدوین شدند و در سال ۲۰۰۰ به‌صورت مستقیم در قالب فیلم ویدئوییمقاصد بی‌رحمانه ۲  منتشر شدند. این فیلم با وجود نقدهای منفی، از ناتان رابین از ای. وی. کلاب مورد توجه قرار گرفت؛ او نوشت که آدامز نقش شرور و سلطه‌جوی خود را با «لذتی شرورانه» بازی کرده که به‌طور قابل‌توجهی در اجرای بی‌روح سارا میشل گلر از این شخصیت دیده نمی‌شود.
آدامز سپس در فیلم کمدی مهمانی ساحل روانی (۲۰۰۰) نقش دختری نوجوان و انتقام‌جو را ایفا کرد که دشمن یک ستاره سینما (با بازی کیمبرلی دیویس) بود. این فیلم طنزی ترسناک بود که به سبک فیلم‌های بیچ پارتی و اسلشر ساخته شده بود. او این نقش را به منزلهٔ ادای احترامی به آن مارگرت، بازیگر سوئدی-آمریکایی، بازی کرد. بین سال‌های ۲۰۰۰ تا ۲۰۰۲، آدامز به‌صورت مهمان در چندین مجموعه تلویزیونی از جمله نمایش دهه ۷۰، افسون‌شده، بافی قاتل خون‌آشام‌ها، اسمالویل و بال غربی حضور یافت.
آدامز پس از بازی در نقش‌های کوتاه در سه فیلم نه‌چندان پرمخاطب در سال ۲۰۰۲—قانون کشتار، کدو تنبل و در خدمت سارا—نخستین نقش برجسته‌اش را در کمدی-درام اگه می‌تونی منو بگیر به کارگردانی استیون اسپیلبرگ به دست آورد. او در این فیلم نقش پرستاری به‌نام برندا استرانگ را بازی کرد که فرانک ابگنیل جونیور (با بازی لئوناردو دی‌کاپریو) عاشقش می‌شود. این تجربه اعتمادبه‌نفس او را تقویت کرد. با وجود موفقیت فیلم و تحسین تاد مک‌کارتی، منتقد ورایتی، از «حضور گرم» او، این فیلم نتوانست جهشی در مسیر حرفه‌ای‌اش ایجاد کند. آدامز تا یک سال پس از اکران فیلم بی‌کار ماند و این موضوع او را تا آستانه کنار گذاشتن بازیگری در سینما برد. اسپیلبرگ از اینکه آدامز پس از اکران این فیلم نتوانست خیلی زود به موفقیت بزرگی دست یابد، شگفت‌زده شده بود. او به‌جای آن در کلاس‌های بازیگری ثبت‌نام کرد و متوجه شد هنوز چیزهای زیادی برای آموختن و رشد شخصی پیش رو دارد. چشم‌انداز شغلی‌اش یک سال بعد با پیشنهادی سودآور برای بازی در نقش اصلی درام تلویزیونی دکتر وگاس از شبکهٔ سی‌بی‌اس بهبود یافت، اما پس از پخش چند قسمت از پروژه کنار گذاشته شد. در سینما نیز تنها به ایفای نقشی کوتاه در فیلم فرار آخر (۲۰۰۴) با بازی فرد سویج بسنده کرد.

### موفقیت باجون‌باگوافسون‌شده(۲۰۰۵–۲۰۰۷)
آدامزِ ۳۰ ساله پس از اخراج از مجموعهٔ دکتر وگاس دچار سرخوردگی شده بود و پس از پایان کار روی فیلم کمدی-درام مستقل جون‌باگ، که بودجه ساختش کمتر از یک میلیون دلار بود، به این فکر افتاد که کلاً بازیگری را کنار بگذارد. او در این فیلم نقش اشلی جانستن، زنی باردار، پرحرف و سرزنده را بازی کرد. فیل موریسون، کارگردان، از توانایی آدامز در نپرسیدن سؤال دربارهٔ انگیزه‌های ذاتاً خوب شخصیتش تحت تأثیر قرار گرفته بود. آدامز با اعتقاد شخصیت جانستن به خدا همذات‌پنداری کرد و مدتی را همراه موریسون در وینستون-سیلم، کارولینای شمالی، محل وقوع داستان فیلم، سپری کرد و در کلیسا حضور یافت. او تجربه ساخت این فیلم را «تابستانی که در آن بزرگ شدم و خودم را پیدا کردم» توصیف کرد و پس از اینکه موهایش را برای این نقش قرمز کرد، تصمیم گرفت دیگر به رنگ بلوند طبیعی خود بازنگردد. جونباگ در جشنوارهٔ فیلم ساندنس ۲۰۰۵ به نمایش درآمد و آدامز در آن‌جا برندهٔ جایزه ویژه هیئت داوران شد. تیم رابی از دیلی تلگراف این فیلم را «شگفتی کوچک و آرامی» خواند و نوشت آدامز «یکی از ظریف‌ترین اجراهای خنده‌دار و دل‌خراشی که بررسی‌اش برایم لذت‌بخش بوده است» را ارائه داده است. ان هورنادی از واشینگتن پست عقیده داشت که «بازی درخشان» او بازتاب‌دهندهٔ «روح عمیقاً انسانی» فیلم بود. آدامز جوایز ایندیپندنت اسپیریت و سینمایی انتخاب منتقدان در رشتهٔ بهترین بازیگر نقش مکمل زن را به دست آورد و در همین رشته نامزد جایزهٔ اسکار شد.

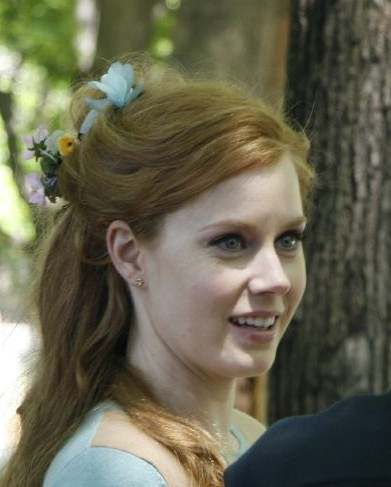
آدامز در محل فیلم‌برداری افسون‌شده در سال ۲۰۰۶ که فیلم موفقیت‌آمیز او بود.

بعدها در سال ۲۰۰۵، آدامز نقش مکمل دو فیلم را بر عهده داشت که با نظرات منفی منتقدان روبه‌رو شدند: کمدی عاشقانهٔ تاریخ عروسی با بازی دبرا مسینگ و درموت مالرونی و فیلم بی‌حرکت ایستادن در ژانر دورهٔ بلوغ که متشکل از گروهی از بازیگران بود. او در همان سال به گروه بازیگران مجموعهٔ تلویزیونی اداره پیوست و نقشی تکرارکننده را در سه قسمت ایفا کرد. در شب‌های تالادگا: تصنیف ریکی بابی (۲۰۰۶) — فیلمی کمدی ورزشی از آدام مک‌کی — آدامز نقش معشوقهٔ شخصیت ویل فرل را ایفا کرد. پیتر ترورز، منتقد سینما، این نقش را نسبت به نقش آدامز در جون‌باگ، «به‌شدت پسرفت‌شده» توصیف کرد. او همچنین در فیلم کمدی در سبک محیط کاری اکس با بازی زک برف و آماندا پیت نقش کوتاهی داشت.
پس از صداپیشگی در پویانمایی کمدی شرکت والت دیزنی پیکچرز، یعنی آندرداگ (۲۰۰۷)، آدامز نقش شخصیتی بسیار خوش‌بین و شاد به نام جیزل (که مبتنی بر اعضای فرنچایز پرنسس دیزنی بود) را در کمدی عاشقانهٔ موزیکال افسون‌شده ایفا کرد. پاتریک دمپسی و جیمز مارسدن در نقش معشوقه‌های او ظاهر شدند. او یکی از ۲۵۰ بازیگر زنی بود که برای این نقش مطرح تست بازیگری دادند؛ استودیو ترجیح می‌داد ستاره‌ای مشهورتر را برای این نقش برگزیند، اما کارگردان کوین لیما به‌دلیل تعهد آدامز به نقش و نگرش بدون قضاوت او نسبت به شخصیت جیزل، بر انتخابش اصرار ورزید. لباس با دامن پف‌داری که او در این فیلم پوشید ۲۰ کیلوگرم وزن داشت و آدامز چند بار به دلیل سنگینی لباس زمین خورد. او سه ترانه برای موسیقی متن فیلم اجرا کرد: «بوسه عشق واقعی»، «آهنگ کار مبارک» و «اینگونه می‌دانید». راجر ایبرت، منتقد سینما، از آدامز بابت «تازه‌نفس و دلپذیر» بودن در نقشی که «مطلقاً به دوست‌داشتنی‌بودن بی‌دردسر وابسته بود» تقدیر کرد؛ وسلی موریس از بوستون گلوب او را برای «نمایش نبوغ بازیگری جدی در زمان‌بندی کمدی و بیان فیزیکی» اعتبار داد. تاد مک‌کارتی، منتقد سینما، این فیلم را نقطه عطف کارنامهٔ آدامز دانست و به شهرت رسیدنش را به جولی اندروز تشبیه کرد. افسون‌شده با فروش بیش از ۳۴۰ میلیون دلار در سراسر جهان به موفقیت تجاری رسید و آدامز نامزد جایزه گلدن گلوب شد.
به‌دنبال موفقیت افسون‌شده، آدامز در فیلم کمدی-درام سیاسی جنگ چارلی ویلسون (۲۰۰۷) ساختهٔ مایک نیکولز نقش بانی باخ (دستیار نمایندهٔ کنگره چارلی ویلسون) را به عهده گرفت. تام هنکس، جولیا رابرتس و فیلیپ سیمور هافمن از دیگر بازیگران این فیلم بودند. کرک هانیکات در هالیوود ریپورتر نقش آدامز را دارای «هوشیاری دلپذیر» توصیف کرد؛ در مقابل، پیتر بردشاو در گاردین از تماشای هدر رفتن استعدادش در نقشی که به نظرش در فیلم کم‌اهمیت بود، ابراز نارضایتی کرد.

### نقش‌های معصومانه و گسترش به سوی نقش‌های دراماتیک (۲۰۰۸–۲۰۱۲)

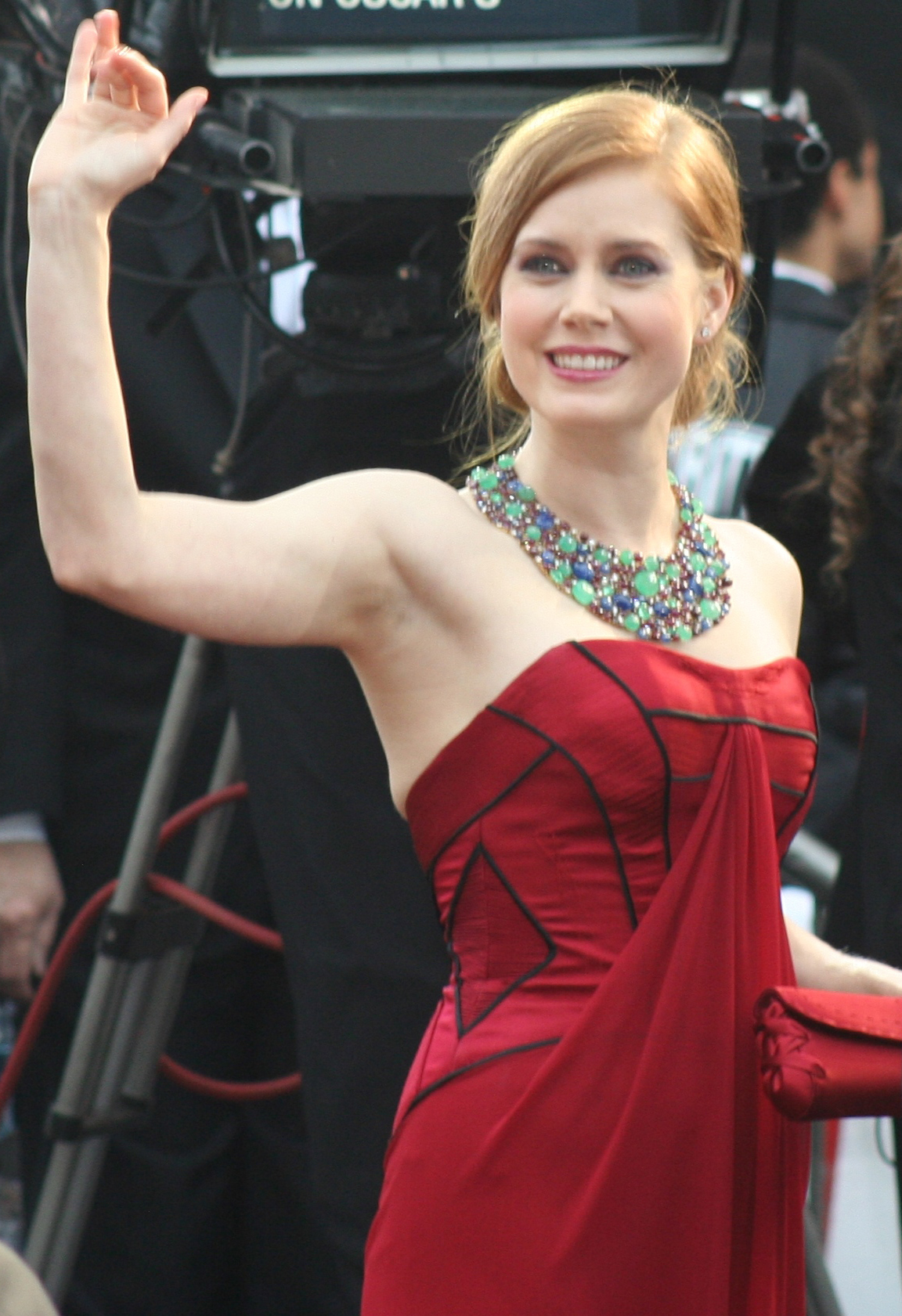
آدامز در جوایز اسکار ۲۰۰۹. او برای تردید (۲۰۰۸) نامزد دریافت جایزهٔ اسکار شد.

جشنواره فیلم ساندنس ۲۰۰۸ میزبان اکران آفتاب تمیز کردن بود؛ فیلمی کمدی-درام دربارهٔ دو خواهر (با بازی آدامز و امیلی بلانت) که کسب‌وکاری برای پاکسازی صحنه‌های جرم راه می‌اندازند. آدامز مجذوب این ایده شد که نقش شخصیتی را بازی کند که همیشه در تلاش برای بهتر شدن است. میک لاسال، منتقد سان فرانسیسکو کرونیکل، بازی او را «جادویی» خواند و نوشت که آدامز «اشتیاقی سرکش و پنهان را زیر ظاهری فریبنده و همراه با تردید به تصویر می‌کشد.» در کمدی اسکروبال خانم پتیگرو برای یک روز زندگی می‌کند که داستانش در سال ۱۹۳۹ جریان دارد، آدامز نقش یک بازیگر آمریکایی مشتاق در لندن را بازی کرد که با دایهٔ میان‌سالی (با بازی فرانسیس مک‌دورمند) وارد ماجراهایی می‌شود. استیون هولدن در نیویورک تایمز شباهت‌هایی بین این نقش و بازی او در افسون‌شده دید و نوشت: «جادوی حضور آدامز روی پرده در چنین نقش‌های دلچسبی، از زمان اوج جین آرتور تا این حد گیرا نبوده است.»
آدامز سپس در فیلم تردید، اقتباسی از نمایشنامه‌ای به همین نام نوشتهٔ جان پاتریک شنلی، بازی کرد. این فیلم داستان مدیر یک مدرسهٔ کاتولیک (با بازی مریل استریپ) را روایت می‌کند که کشیشی (با بازی فیلیپ سیمور هافمن) را به پدوفیلی متهم می‌کند. آدامز در این میان نقش راهبه‌ای بی‌گناه را ایفا کرد که درگیر این ماجرا می‌شود. شنلی ابتدا ناتالی پورتمن را برای این نقش در نظر داشت، اما بعد از دیدن معصومیت و هوش آدامز، که او را به اینگرید برگمن شبیه می‌دانست، این نقش را به او پیشنهاد داد. آدامز با توانایی شخصیتش در دیدن خوبی‌های دیگران هم‌احساس بود و همکاری با استریپ و هافمن را «کلاسی پیشرفته» در بازیگری توصیف کرد. امی بیانکولی از هیوستون کرونیکل نوشت که آدامز «با شفقت و آشوب درونی می‌درخشد» و ان هورنادی معتقد بود که او معصومیت نقشش را به شکلی بی‌نقص نشان می‌دهد. او برای این نقش نامزد دریافت جوایز اسکار، گلدن گلوب و بفتای بهترین بازیگر نقش مکمل زن شد.
همانند فیلم‌های جون‌باگ و افسون‌شده، آدامز در سه فیلم اکران‌شده در سال ۲۰۰۸ نقش‌هایی معصومانه ایفا کرد؛ یعنی زنانی پاک‌دامن با روحیه‌ای شاد و با نشاط. هنگامی که از او دربارهٔ شباهت این نقش‌ها پرسیده شد، آدامز گفت که به ایفای نقش شخصیت‌هایی علاقه‌مند است که خوش‌بین‌اند و حس امیدواری‌شان برای او قابل‌فهم است و با آن همذات‌پنداری می‌کند. او معتقد بود که این شخصیت‌ها، با وجود شباهت ظاهری در خلق‌وخو، تفاوت‌های آشکاری با یکدیگر دارند. آدامز در این‌باره گفت: «معصومیت به معنای نادانی نیست؛ افراد معصوم اغلب شخصیتی بسیار پیچیده دارند.»
فیلم ماجراجویی-فانتزی شب در موزه: نبرد اسمیتسونین (۲۰۰۹) با بازی بن استیلر شامل حضور آدامز در نقش هوانورد آملیا ارهارت بود. این فیلم، اولین اثری بود که در موزه ملی هوافضای اسمیتسونین در واشینگتن دی‌سی فیلم‌برداری شد. شاون لوی، کارگردان فیلم، اظهار داشت که این نقش به آدامز امکان داد گستره توانایی‌های بازیگری‌اش را به نمایش بگذارد. آدامز نیز معتقد بود که این اولین فرصتی بود که توانست شخصیتی با اعتماد به نفس را روی پرده سینما به تصویر بکشد. با وجود نقدهای نقدهای متفاوت دربارهٔ فیلم، نقش‌آفرینی آدامز مورد تحسین قرار گرفت. مایکل فیلیپس از شیکاگو تریبون حضور او را «فروغمند» توصیف کرد و نوشت: «فیلم هرگاه آدامز در آن ظاهر می‌شود، به‌طور چشمگیری بهبود می‌یابد.». در همان سال، آدامز در کمدی-درام جولی و جولیا نقش جولی پاول را بازی کرد؛ منشی دولتی ناراضی که تصمیم می‌گیرد دربارهٔ دستور پخت‌های کتاب تسلط بر هنر آشپزی فرانسوی نوشته جولیا چایلد وبلاگی بنویسد. در خط داستانی موازی، مریل استریپ نقش چایلد را ایفا کرد. آدامز برای آماده‌سازی این نقش در مؤسسهٔ آموزش آشپزی آموزش دید. کری ریکی از فیلادلفیا اینکوایرر عقیده داشت که این فیلم «به خوش‌طعمی آشپزی فرانسوی» است و آدامز را «در جذاب‌ترین» حالت خود دانست. هر دو فیلم شب در موزه و جولی و جولیا از نظر تجاری موفق بودند و فیلم نخست بیش از ۴۰۰ میلیون دلار فروش داشت.
آدامز دهه جدید را با بازی در نقش اصلی کمدی رمانتیک سال کبیسه (۲۰۱۰) در کنار متیو گود آغاز کرد. ریچارد روپر، منتقد سینما، معتقد بود که حضور آدامز این فیلم را از «وضعیتی کاملاً نامطلوب» نجات داد. اکران بعدی او در همان سال، درام مشت‌زن بود که با استقبال بسیار بهتری روبه‌رو شد. این فیلم، به کارگردانی دیوید او. راسل، داستان دو برادر ناتنی بوکسور، میکی وارد و دیکی اکلوند (با بازی مارک والبرگ و کریستین بیل) را روایت می‌کند. ملیسا لیو نقش مادر آن‌ها و آدامز نقش شارلین فلمینگ، دوست‌دختر جسور و پرخاشگر وارد که پیش‌خدمت بار است، را ایفا کرد. راسل شخصیت شارلین را زنی جسور و جذاب توصیف کرد و آدامز را برای چنین نقش متفاوتی برگزید تا از تصویر معصومانه و ساده پیشین او فاصله بگیرد. این نقش برای آدامز تغییری چشمگیر بود و راسل او را به یافتن قدرت شخصیت در آرامش و سکون تشویق کرد. آدامز با مربی خود، شیلا کلی، در کلاس‌های رقص شکم شرکت کرد تا جذابیت جسمانی شخصیتش را بهتر به تصویر بکشد. جو مورگنسترن از وال‌استریت جورنال در توصیف آدامز نوشت که او در این فیلم به همان اندازه که در افسون‌زده «رؤیایی و دل‌انگیز» بود، «قوی، لطیف، هوشمند و طناز» ظاهر شد. او برای این نقش نامزد جوایز اسکار، گلدن گلوب و بفتا در بخش بهترین بازیگر نقش مکمل زن شد، هرچند دو جایزه نخست به ملیسا لیو رسید. آدامز اعلام کرد که در آینده مایل است نقش‌های دراماتیک بیشتری ایفا کند.

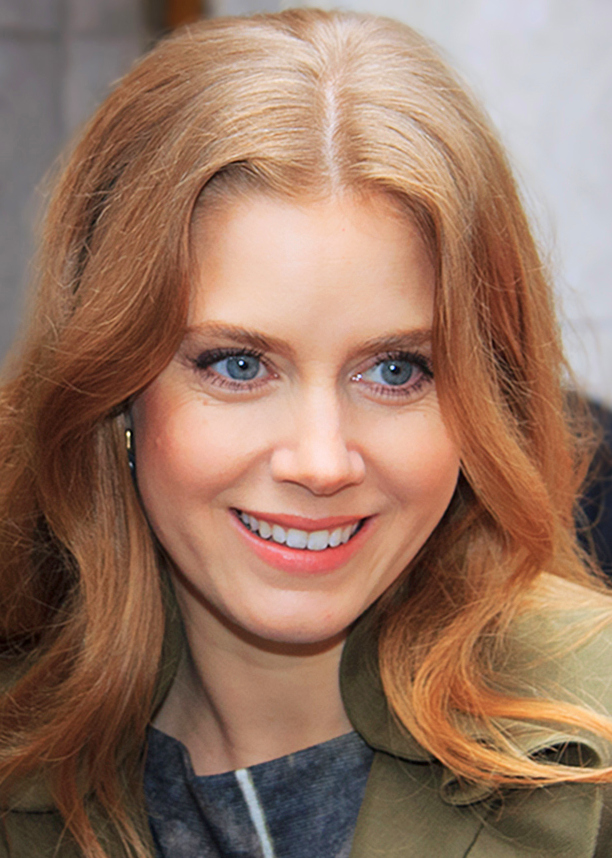
آدامز هنگام تبلیغ استاد در جشنواره بین‌المللی فیلم تورنتو ۲۰۱۲

آدامز و جیسون سیگل نقش‌های لایو-اکشن فیلم موزیکال دیزنی یعنی ماپت‌ها (۲۰۱۱)، با حضور عروسک‌های نمایشی به همین نام، را به عهده داشتند. آدامز هفت ترانه برای موسیقی متن این فیلم اجرا کرد. لیزا شوارتزبام از انترتینمنت ویکلی خاطرنشان کرد که این نقش، بازگشتی به شخصیت‌های کمدی و دل‌انگیز پیشین آدامز بود. در سال ۲۰۱۲، پس از بازسازی و بازگشایی سالن تئاتر پابلیک تییتر، آدامز در جشنواره شکسپیر در پارک که در تئاتر روباز دلاکورت برگزار شد، شرکت کرد و نقش همسر نانوا را در موزیکال به‌سوی جنگل اثر استیون سوندهایم به روی صحنه برد. این اولین حضور او در تئاتر نیویورک و اولین تجربه تئاتری‌اش پس از ۱۳ سال دوری از تئاتر بود. او این تعهد یک‌ماهه را پذیرفت تا «چالشی به‌ظاهر غیرممکن» را تجربه کند، هرچند این تجربه او را مضطرب و هراسان کرد. آدامز با کمک مربی آواز خصوصی برای این نقش آماده شد، اما به دلیل برنامه‌ریزی فشرده پروژه‌های سینمایی، تنها چهار هفته فرصت تمرین داشت. بن برنتلی، منتقد نیویورک تایمز، از «اجرای رسا و آواز توانمند» آدامز تمجید کرد، اما معتقد بود که او فاقد «شور و پویایی عصبی» لازم برای این نقش بود.
آدامز در درام روان‌شناختی استاد (۲۰۱۲) ساختهٔ پل توماس اندرسن، نقش دیگری از یک زن پرشور و جنجالی را بر عهده گرفت. او در این فیلم نقش پگی داد، همسر بی‌رحم و کنترل‌گر رهبر یک فرقه (با بازی فیلیپ سیمور هافمن) را ایفا کرد. این سومین و آخرین همکاری آدامز با هافمن بود که آدامز عمیقاً وی را تحسین می‌کرد؛ هافمن دو سال پس از این فیلم درگذشت. سازمان به تصویر کشیده‌شده در فیلم از سوی روزنامه‌نگاران به ساینتولوژی نسبت داده شد، اما آدامز این مقایسه را گمراه‌کننده دانست، هرچند از توجهی که به فیلم جلب شد خرسند بود. اگرچه آدامز بازیگر متد نبود، اما معتقد بود که ایفای این نقش دشوار، تأثیر عاطفی عمیقی بر زندگی شخصی‌اش گذاشت. جاستین چنگ، منتقد سینما، شخصیت او را با لیدی مکبث مقایسه کرد و نوشت که «جذابیت آدامز به‌ندرت تا این حد تهدیدآمیز به نظر آمده است.» دونالد کلارک از آیریش تایمز نیز او را به دلیل ایفای نقشی با «تهدیدی ظریف» تحسین کرد. جان پترسون از گاردین به صحنه‌ای اشاره کرد که در آن پگی با اقتدار شوهرش را در حال انجام خودارضایی سرزنش می‌کند و آن را یکی از کلیدی‌ترین سکانس‌های فیلم دانست. آدامز بار دیگر نامزد جوایز اسکار، گلدن گلوب و بفتا برای بهترین بازیگر نقش مکمل شد.
دومین فیلم اکران‌شدهٔ آدامز در سال ۲۰۱۲ درام ورزشی مشکلی با منحنی به کارگردانی کلینت ایستوود بود. او در آن نقش دختر پیشاهنگ بیسبال (ایستوود) را ایفا کرد که با پدرش قطع رابطه کرده است. آدامز شخصیت «گرم و بخشنده» ایستوود را تحسین کرد و از همکاری با او ابراز رضایت نمود. او برای این نقش با یک مربی بیسبال کار کرد تا مهارت‌های گرفتن و پرتاب توپ را بیاموزد. این فیلم با نقدهای متفاوتی روبه‌رو شد، اما راجر ایبرت خاطرنشان کرد که آدامز چگونه نقشی معمولی را ارزشمند جلوه داده است. او در همین سال نقش کوتاهی به‌عنوان یک معتاد به مواد مخدر را در درام در جاده ایفا کرد. در این فیلم گروهی از بازیگران حضور داشتند و بر اساس رمانی به همین نام نوشتهٔ جک کرواک ساخته شده بود.

### بازیگر مطرح (۲۰۱۳–۲۰۱۹)

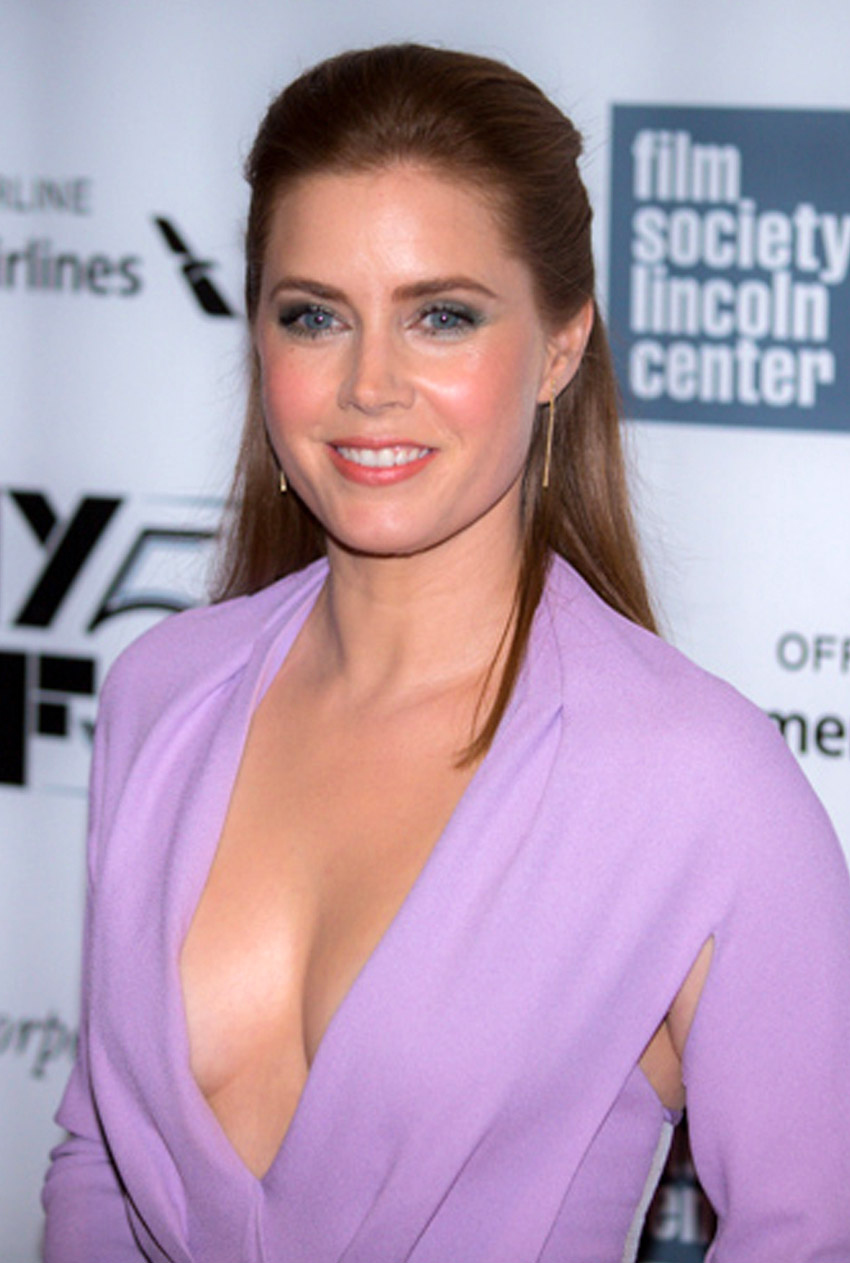
آدامز در افتتاحیهٔ او در جشنواره فیلم نیویورک ۲۰۱۳

پس از ناکامی در به‌دست‌آوردن نقش لوئیس لین در دو فیلم قبلی درباره سوپرمن، آدامز این نقش را در بازسازی ۲۰۱۳ زک اسنایدر به نام مرد پولادین با بازی هنری کویل در نقش اصلی به دست آورد. او شخصیت لین را با ترکیبی از سرسختی و آسیب‌پذیری به تصویر کشید، اما پیتر بردشاو این شخصیت را «به‌گونه‌ای ناقص طراحی‌شده» توصیف کرد و از نبود شیمی عاطفی میان آدامز و کویل انتقاد کرد. این فیلم بیش از ۶۶۰ میلیون دلار فروش داشت و به یکی از پرفروش‌ترین فیلم‌های آدامز در گیشه تبدیل شد. آدامز سپس در فیلم او، درامی به نویسندگی و کارگردانی اسپایک جونز، ظاهر شد که داستان مردی تنها (با بازی واکین فینیکس) را روایت می‌کند که عاشق یک هوش مصنوعی (با صدای اسکارلت جوهانسون) می‌شود. آدامز در این فیلم نقش دوست نزدیک این مرد را ایفا کرد. او پیش‌تر برای فیلم ۲۰۰۹ جونز، جایی که موجودات وحشی هستند، تست بازیگری ناموفقی داده بود، اما جونز پس از بازبینی نوارهای آن تست، او را برای بازی در او انتخاب کرد. آدامز مجذوب ایده به‌تصویرکشیدن یک دوستی افلاطونی میان زن و مرد شد و معتقد بود چنین رابطه‌ای در سینما به‌ندرت دیده می‌شود.
آدامز با بازی در فیلم کمدی سیاه جنایی حقه‌بازی آمریکایی به کارگردانی دیوید او. راسل و با حضور بازیگرانی چون کریستین بیل، بردلی کوپر و جنیفر لارنس به موفقیت‌های بیشتری دست یافت. این فیلم با الهام از رسوایی ابسکم در دهه ۱۹۷۰ ساخته شد و آدامز در آن نقش یک شیاد اغواگر را بازی کرد، اما به‌گونه‌ای که «همه‌چیز موجه به نظر می‌رسید و او صرفاً یک بیمار اجتماعی جذاب نبود». او با بیل همکاری نزدیکی برای شکل‌دادن به شخصیت‌هایشان داشت و پیشنهادهایی به راسل ارائه کرد، از جمله صحنه‌ای که در آن معشوقه‌اش (با بازی لارنس) به‌صورت تهاجمی لب‌های او را می‌بوسد. این نقش برای آدامز طاقت‌فرسا بود و او بعداً تأیید کرد که راسل با او سخت‌گیر بوده و بارها او را به گریه انداخته است؛ او اظهار داشت که از انتقال چنین تجربه منفی به خانه و تأثیر آن بر دخترش نگران بوده است. حقه‌بازی آمریکایی مورد تحسین منتقدان قرار گرفت؛ منولا دارگیس از نیویورک تایمز معتقد بود که آدامز «در این فیلم عمیق‌تر از هر زمان دیگری ظاهر شده است» و افزود که او با موفقیت «شخصیتی غیرقابل‌پیش‌بینی را به شخصیتی به‌شدت پویا تبدیل کرده است». او جایزه گلدن گلوب بهترین بازیگر زن در یک فیلم کمدی یا موزیکال را دریافت کرد و برای پنجمین بار نامزد جایزه اسکار شد (اولین بار در دسته بهترین بازیگر زن).. هر دو فیلم او و حقه‌بازی آمریکایی از سوی منتقدان به‌عنوان بهترین فیلم‌های سال ۲۰۱۳ معرفی شدند و هر دو نامزد جایزه اسکار بهترین فیلم بودند.
پس از حضور در درام نه‌چندان موفق لالایی، آدامز در فیلم چشمان بزرگ (۲۰۱۴) نقش اصلی را ایفا کرد. این فیلم زندگی‌نامه‌ای درباره هنرمند مشکل‌دار مارگارت کین است که نقاشی‌های «کودکان چشم‌درشت» او توسط همسرش والتر کین به سرقت ادبی رفت. آدامز ابتدا این نقش را رد کرد تا از ایفای نقش یک زن ساده‌لوح دیگر اجتناب کند. تولد دخترش در سال ۲۰۱۰ او را ترغیب کرد تا در این شخصیت منفعل قدرت بیابد. او از تجربیات شخصی‌اش، زمانی که نتوانسته بود از خود دفاع کند، الهام گرفت. او برای آماده‌سازی، نقاشی را تمرین کرد و روش کار کین را مطالعه نمود. کین از بازی آدامز در نقش خود رضایت داشت، و مارک کرمد از آبزرور بازی او را «ترکیبی قدرتمند از شور ذاتی و آسیب‌پذیری احساسی» توصیف کرد. او برای دومین سال پیاپی جایزه گلدن گلوب بهترین بازیگر زن در یک فیلم کمدی یا موزیکال را دریافت کرد و نامزد جایزه بفتا برای بهترین بازیگر زن شد.

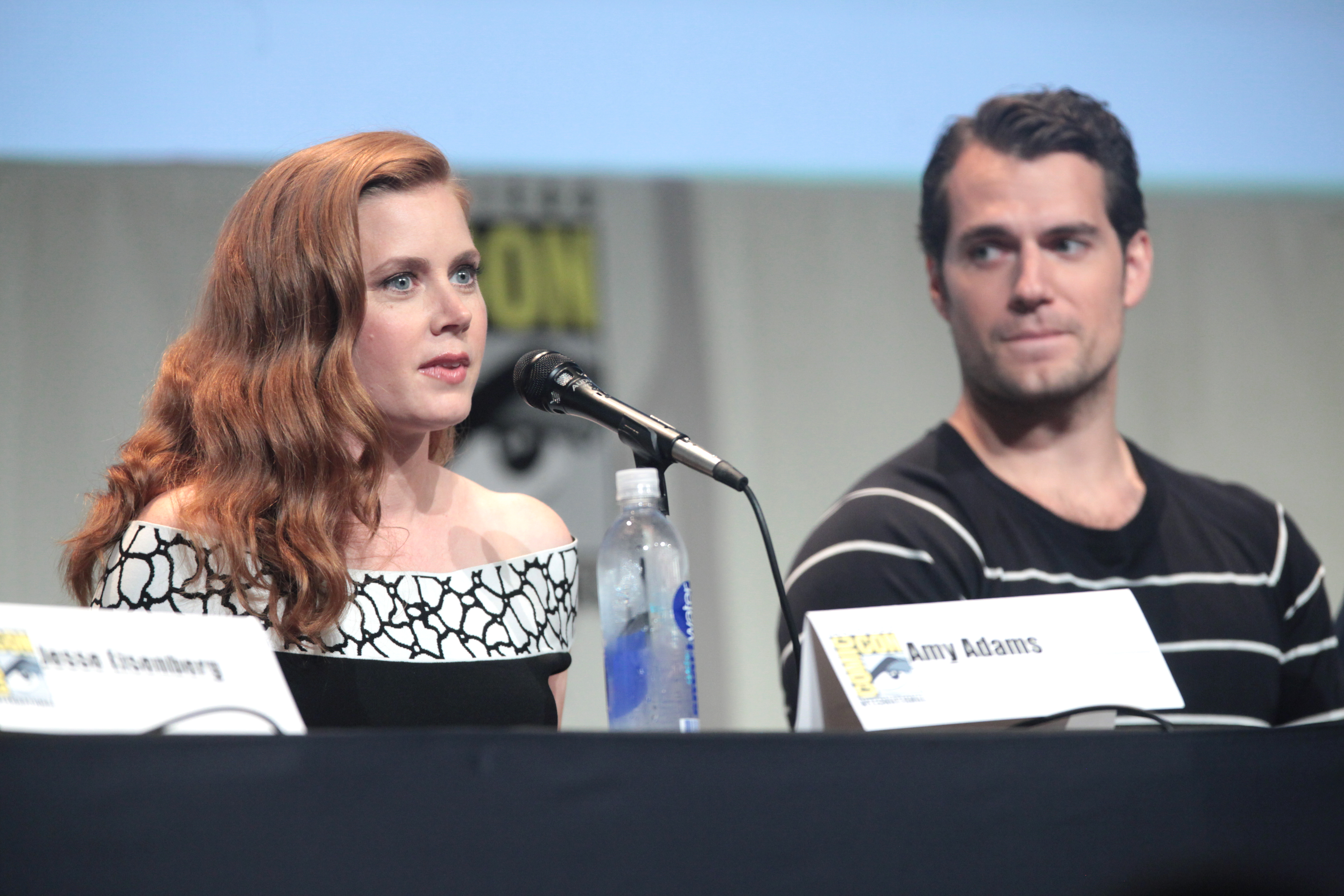
آدامز با هم‌بازی‌اش هنری کویل هنگام تبلیغ بتمن در برابر سوپرمن: طلوع عدالت در کامیک-کان سن دیگو ۲۰۱۵

پس از یک سال غیبت از سینما، آدامز در سال ۲۰۱۶ در سه فیلم ظاهر شد. او ابتدا نقش لوئیس لین را در بتمن در برابر سوپرمن: طلوع عدالت، دومین قسمت از دنیای توسعه‌یافته دی‌سی پس از مرد پولادین، بازآفرینی کرد. با وجود نقدهای منفی منتقدان درباره روایت منسجم فیلم، این اثر بیش از ۸۷۰ میلیون دلار فروش داشت و به پرفروش‌ترین فیلم آدامز تا آن زمان تبدیل شد. در دو فیلم بعدی‌اش، درام علمی-تخیلی ورود و تریلر روان‌شناختی حیوانات شب‌زی، آدامز نقش زنانی «از نظر احساسی محتاط و به‌شدت هوشمند» را ایفا کرد که تحسین منتقدان را برانگیخت. حیوانات شب‌زی، ساخته تام فورد و بر اساس رمان تونی و سوزان نوشته آستین رایت، داستان یک دلال آثار هنری متأهل و ناراضی به نام سوزان (آدامز) را روایت می‌کند که با خواندن رمانی خشن نوشته همسر سابقش (با بازی جیک جیلنهال) دچار ضربه روحی می‌شود. آدامز شباهت کمی بین خود و سوزان «خونسرد» و «منزوی» یافت و شخصیت این نقش را بر اساس شخصیت تام فورد مدل‌سازی کرد. استفانی زاکارک از مجله تایم فیلم را از نظر بصری جذاب اما از نظر مضمونی ضعیف دانست، اما آدامز و جیلنهال را برای نمایش صادقانه درد شخصیت‌هایشان ستود.
ورود، به کارگردانی دنی ویلنوو و بر اساس داستان کوتاه داستان زندگی تو نوشته تد چیانگ، یکی از تحسین‌شده‌ترین فیلم‌های دوران حرفه‌ای آدامز است. این فیلم بر لوئیز بنکس (آدامز)، زبان‌شناسی متمرکز است که هنگام استخدام توسط دولت آمریکا برای رمزگشایی زبان موجودات فرازمینی، تجربیات عجیبی را از سر می‌گذراند. آدامز به ایفای نقش یک زن خردمند و پیشرو جذب شد و با مضامین وحدت و شفقت فیلم همذات‌پنداری کرد. او برای آماده‌سازی، مستندهایی درباره زبان‌شناسی تماشا کرد. کریستوفر اور از آتلانتیک بازی او را «به‌طرزی مسحورکننده شفاف، گاه متعالی و گاه غم‌انگیز» توصیف کرد. کنت توران در لس آنجلس تایمز به «بازی دقیق و سنجیده» او اشاره کرد. ورود موفقیتی تجاری بود و با بودجه ۴۷ میلیون دلاری، بیش از ۲۰۰ میلیون دلار فروش داشت. آدامز برای این فیلم نامزد جوایز گلدن گلوب و بفتا برای بهترین بازیگر زن شد. چندین روزنامه‌نگار معتقد بودند که آدامز برای بازی در این فیلم شایسته نامزدی اسکار بود. او برای سومین بار نقش لوئیس لین را در فیلم ابرقهرمانی لیگ عدالت (۲۰۱۷) با حضور گروهی از بازیگران درباره تیمی به همین نام ایفا کرد. تیم گریرسون از اسکرین اینترنشنال نوشت که با وجود «طنین احساسی» که آدامز به فیلم بخشیده، استعداد او در یک نقش مکمل کم‌اهمیت هدر رفته است.

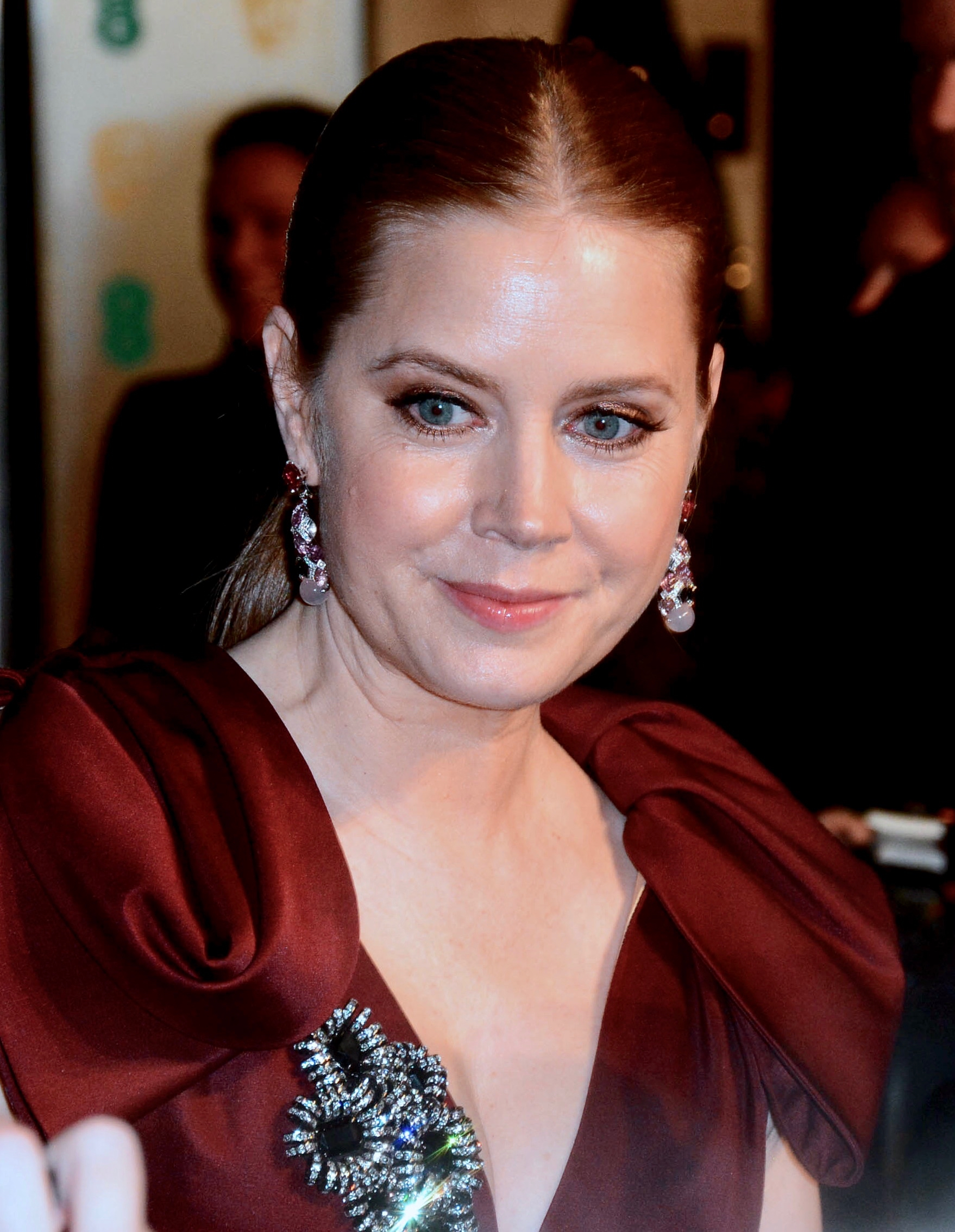
آدامز در هفتاد و دومین دوره جوایز بفتا در سال ۲۰۱۹ که در آن برای به تصویر کشیدن لین چینی در معاون (۲۰۱۸) نامزد جایزه شد

آدامز در سال ۲۰۱۸ با مینی‌سریال چیزهای تیز از شبکه اچ‌بی‌او، که بر اساس رمان به همین نام نوشته گیلین فلین ساخته شده بود، به تلویزیون بازگشت. او یکی از تهیه‌کنندگان اجرایی این مجموعه بود و نقش کامیل پریکر، یک خبرنگار خودزن را ایفا کرد که برای پوشش خبری قتل دو دختر جوان به زادگاهش بازمی‌گردد. آدامز برای این نقش وزن خود را افزایش داد و در روزهای فیلم‌برداری، سه ساعت آرایش پروتزی سنگین انجام می‌داد تا بدن زخمی شخصیتش را بازسازی کند. او برای درک خودزنی، کتاب یک فریاد قرمز براق را مطالعه کرد و درباره وضعیت روان‌شناختی اختلال ساختگی تحمیل‌شده به دیگری تحقیق نمود. او نتوانست خود را از این نقش ناکارآمد جدا کند و از بی‌خوابی رنج برد. این مجموعه و بازی آدامز با استقبال مثبت منتقدان مواجه شد؛ جیمز پونیووزیک از نیویورک تایمز شخصیت‌پردازی پیچیده پریکر را ستود و بازی آدامز را «میخکوب‌کننده» خواند. دانیل داداریو از ورایتی دریافت که او «در اوج توانایی‌هایش» عمل کرده و افزود: «با صدایی که یک اکتاو پایین‌تر آمده، به لحنی آرام و کش‌دار تبدیل شده و با بی‌اعتمادی صیقل یافته، [او] حقیقتاً فوق‌العاده است».
کریستین بیل و آدامز برای سومین بار در فیلم طنز سیاسی معاون (۲۰۱۸) به کارگردانی آدام مک‌کی هم‌بازی شدند و به ترتیب نقش دیک چینی، معاون سابق رئیس‌جمهور آمریکا، و همسرش لین را ایفا کردند. آدامز برای آماده‌سازی، کتاب‌های لین را مطالعه کرد. با وجود اختلاف با دیدگاه‌های سیاسی این شخصیت، او با همدلی به نقش نزدیک شد و با صلابت شخصیتش ارتباط برقرار کرد. ریچارد لاوسون از ونتی فر نقش او را با بازی‌اش در استاد مقایسه کرد و «جدیت همیشگی» او را ستود، اما انتقاد کرد که این نقش بازتاب‌دهنده دیدگاهی کلیشه‌ای و مردانه از زنی در کنار قدرت است. در مقابل، اریک کوهن از ایندی‌وایر نگاه مثبت‌تری داشت و از او برای «تجسم یک لیدی مکبث نه‌چندان خوب نوشته‌شده با انرژی سرکش و پرشور» تقدیر کرد. آدامز برای بازی در چیزهای تیز و معاون نامزد جوایز گلدن گلوب شد؛ برای چیزهای تیز نامزد جایزه امی ساعات پربیننده برای بهترین بازیگر زن در مینی‌سریال شد و برای معاون برای ششمین بار نامزد اسکار و برای هفتمین بار نامزد بفتا شد.

### افت و خیز شغلی (۲۰۲۰–اکنون)
آدامز دهه جدید را با بازی در درام مرثیه هیلبیلی (۲۰۲۰) آغاز کرد که بر اساس کتاب به همین نام نوشته جی‌دی ونس ساخته شده بود. این فیلم با نقدهای منفی منتقدان مواجه شد؛ منتقدی از رولینگ استون اظهار داشت که با وجود بازی قابل‌اعتماد آدامز در نقش مادر معتاد به مواد مخدر، او در فیلمی با فیلمنامه‌ای ضعیف گرفتار شده است. چندین نشریه از فیلم به دلیل کمبود صحنه‌های کافی برای بهبود شخصیت آدامز انتقاد کردند. با این حال، او نامزد جایزه انجمن بازیگران فیلم برای بهترین بازیگر زن شد. آدامز سپس در تریلر روان‌شناختی زنی پشت پنجره به کارگردانی جو رایت، که بر اساس رمان به همین نام ساخته شده بود، نقش یک شاهد قتل مبتلا به برزن‌هراسی را ایفا کرد. این فیلم در سال ۲۰۱۸ فیلم‌برداری شد، اما انتشار آن به دلیل نتایج ضعیف در اکران‌های آزمایشی و سپس به دلیل همه‌گیری کووید-۱۹ چندین بار به تعویق افتاد و در نهایت در سال ۲۰۲۱ از طریق نتفلیکس منتشر شد. او سپس نقش مکمل یک مادر سوگوار را در فیلم ایون هنسن عزیز، اقتباسی سینمایی از موزیکال برادوی به همین نام، بر عهده گرفت. هر دو فیلم زنی پشت پنجره و ایون هنسن عزیز با نقدهای منفی منتقدان روبه‌رو شدند.

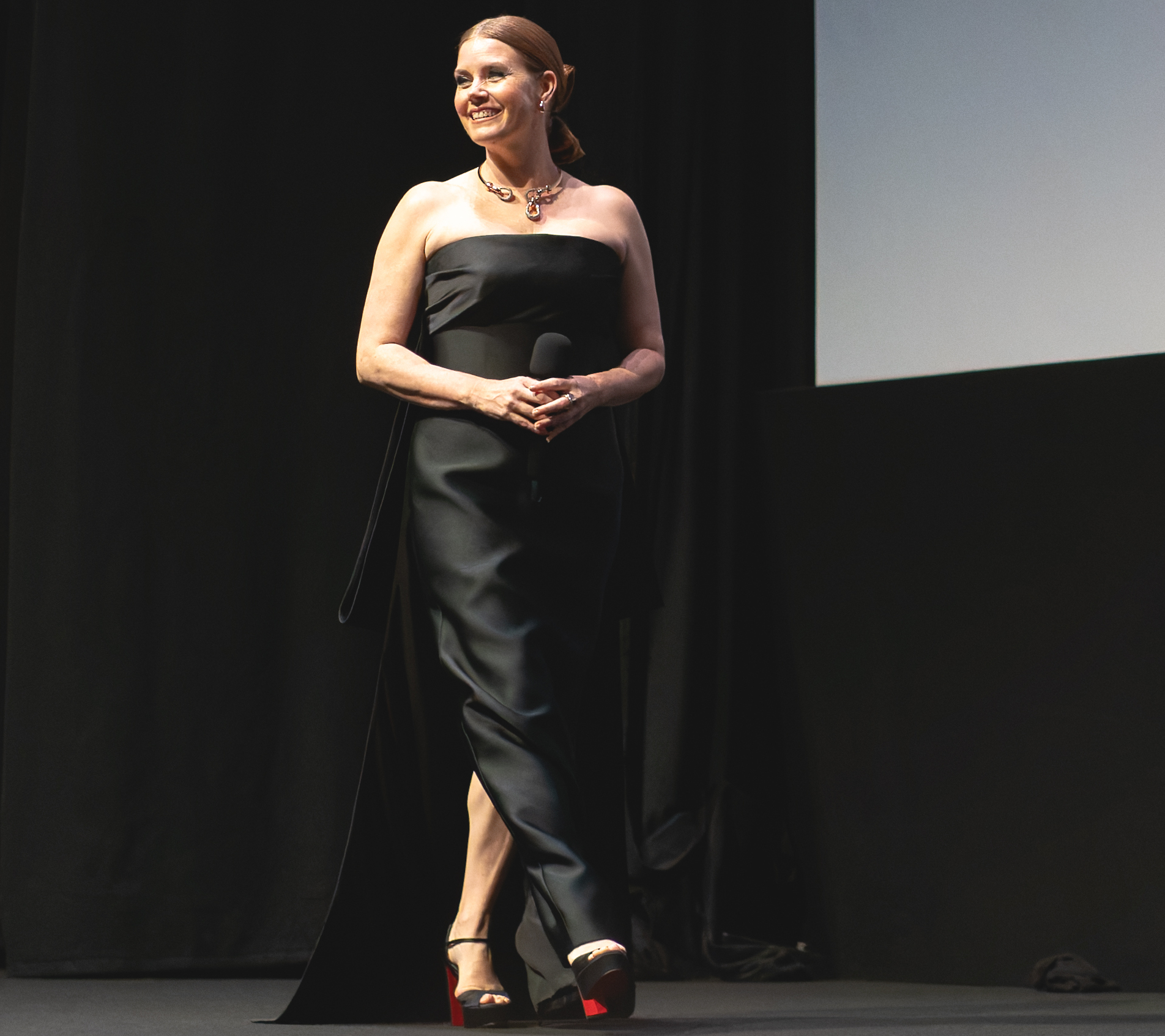
آدامز در رویدادی برای سگ شب در ۲۰۲۴

آدامز در سال ۲۰۲۲ با اجرای نمایش باغ‌وحش شیشه‌ای در تئاتر دوک یورک، اولین حضور خود را در تئاتر وست اند تجربه کرد. او در این نمایش نقش آماندا، مادری که برای تربیت فرزندانش تلاش می‌کند، را ایفا کرد و برای این نقش از شخصیت قاطع و مصمم مادر خود الهام گرفت. این اجرا با نقدهای متفاوتی مواجه شد؛ دومینیک کاوندیش از دیلی تلگراف بازی آدامز را «شفاف، ساده، باورپذیر و به‌آرامی دل‌خراش در آسیب‌پذیری نهفته‌اش» توصیف کرد، اما نیک کورتیس از ایونینگ استاندارد آن را «کم‌فروغ و غیراقناع‌کننده» دانست. آدامز سپس نقش جیزل را از فیلم افسون‌شده در دنباله‌ای به نام افسون‌نشده، که از دیزنی پلاس پخش شد، بازآفرینی کرد. او شش آهنگ برای موسیقی متن این فیلم ضبط کرد. منتقدان به جذابیت پایدار آدامز در این نقش اشاره کردند، اما دنباله را نسبت به فیلم اصلی ضعیف‌تر ارزیابی کردند.
آدامز در سال ۲۰۱۹ به همراه مدیر برنامه‌هایش، استیسی اونیل، شرکت تولیدی خود به نام باند گروپ انترتینمنت را تأسیس کرد. اولین پروژه آن‌ها اقتباس سینمایی رمان طنز سگ شب بود که آدامز در آن نقش مادری را ایفا کرد که با چالش‌های زندگی‌اش دست‌وپنجه نرم می‌کند و گاه به سگ تبدیل می‌شود. او با محتوای این فیلم همذات‌پنداری کرد، زیرا انجام وظایف مادرانه همزمان با بازیگری روی صحنه برایش خسته‌کننده بود. این فیلم با واکنش‌های متفاوتی از سوی منتقدان مواجه شد که به گفته آدامز، دقیقاً هدف فیلم بود. او برای بازی در این فیلم بار دیگر نامزد جایزه گلدن گلوب شد.
آدامز در آینده در جنا اورتگا در فیلم علمی-تخیلی کلارا و خورشید به کارگردانی جنا اورتگا، که اقتباسی از رمانی به همین نام نوشته کازوئو ایشی‌گورو است، و همچنین در فیلم درام در دریا به کارگردانی کورنل موندروتسو بازی خواهد کرد.

## بازخورد و سبک بازیگری
در توصیف شخصیت آدامز خارج از قاب سینما، هدلی فریمن از مجلهٔ گاردین در سال ۲۰۱۶ نوشت که او «بسیار دلنشین و جدی است اما وقتی که شروع به صحبت می‌کند، حسی از صراحت و رک‌گویی زنانه در او مشاهده می‌شود». کارل سوانسون در مجلهٔ والچر درباره‌اش نوشته که «برای یک ستارهٔ هالیوودی، به‌شکل عجیبی خودشیفته نیست، باوقار، سخت‌کوش و آنقدر شایسته است که تقریباً نمی‌توان او را یک سلبریتی به حساب آورد». الکس بیلمز، روزنامه‌نگار، بر این باور است که توانایی آدامز برای اینکه هم یک ستاره سینمایی پرزرق‌وبرق باشد و هم یک شخص عادی که بتوان با او ارتباط برقرار کرد، راز موفقیت اوست.

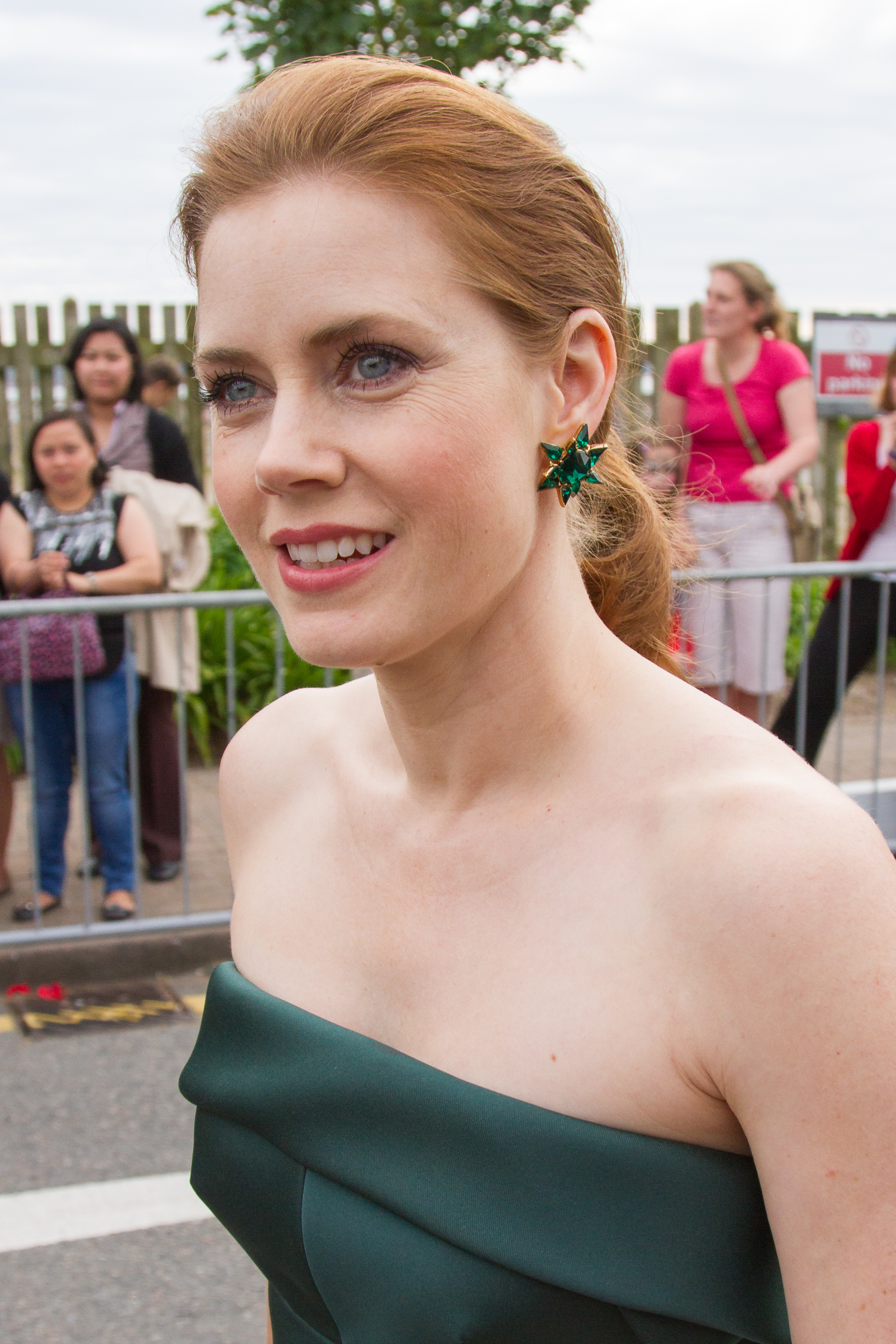
آدامز در ۲۰۱۳

آدامز با مربی بازیگری‌اش، وارنر لافلین، همکاری تنگاتنگی دارد. او لافلین را مسئول کمک به سازماندهی و ساختار بخشیدن به افکارش دانسته است. او نوعی روش بازیگری که لافلین به او یاد داده را به کار می‌برد. در این روش، آدامز سعی می‌کند روان‌شناسی شخصیت را به‌وسیلهٔ خلق پیشینهٔ داستانی برای شخصیت از سه سالگی درک کند. او ترجیح می‌دهد با کارگردانان مطمئنی کار کند که به او فضایی به‌منظور استقلال فکری می‌دهند. در هنگام فیلم‌برداری در قالب شخصیتی خود باقی می‌ماند و به سختی می‌تواند خود را از نقش‌ها و لهجه‌ها جدا کند. اندازهٔ نقش برای آدامز مهم نیست و هم به نقش اصلی و هم به نقش مکمل مجذوب می‌شود. او خودش را ایفاگری وسواسی توصیف کرده است.

جیک کویل در واشینگتن تایمز آدامز را بازیگری می‌داند که برای نقش‌ها خودش را تغییر نمی‌دهد بلکه «با عطش و هوشمندی» شخصیت را زندگی می‌کند و «در عین حال، به مراتب مختلف، خودش باقی می‌ماند.» مریل استریپ که در تردید و  جولی و جولیا با او هم‌بازی بود، گفته که آدامز کاملاً آماده سر صحنه فیلم‌برداری حضور دارد و از «هوش کلانی» در خلق قوس داستانی شخصیتش برخوردار است. پل توماس اندرسون که فیلم استاد با بازی او را کارگردانی کرد، تعهد و جدیت آدامز در پروژه‌هایش را تعریف می‌کند. روزنامه‌نگاران در مورد شخصیت «دلبر آمریکایی» آدامز در نقش‌های دههٔ ۲۰۰۰ او اظهار نظر کرده‌اند، و همچنین به تنوع هنری بیشتر او در دههٔ ۲۰۱۰ اشاره کرده‌اند. استیون مارش، رمان‌نویس، آدامز را «بزرگ‌ترین بازیگر نسل خود» نامید. آنتونی لین، روزنامه‌نگار و منتقد نیویورکر در سال ۲۰۱۶ در توصیف فعالیت سینمایی او در نقدی برای ورود نوشت:
خیرخواهی پرنشاطی که او را در فیلمی مانند افسون‌شده (۲۰۰۷) به پیش برد، در سال‌های اخیر با ارادهٔ استوار استاد (۲۰۱۲) و تندوتیزی حقه‌بازی آمریکایی (۲۰۱۳) در هم آمیخته شده است و اکنون در ورود، توانایی خاص او برای اندوه، استواری او، و ملاطفت غریزی خلق و خوی او همه در یک‌جا جمع شده‌اند.
فوربز آدامز را در میان بازیگران زن جهان با بیشترین دستمزد رتبه‌بندی کرد. نام او با درآمد بالغ بر ۱۳ میلیون دلار در ۲۰۱۴ و نیز در ۲۰۱۶ و بالغ بر ۱۱ میلیون دلار در ۲۰۱۷ در این رتبه‌بندی قرار گرفت. این مجله در سال ۲۰۱۴ او را در فهرست سالانه ۱۰۰ سلبریتی خود معرفی کرد و نیز او را در میان قدرتمندترین بازیگران زن در این صنعت قرار داد. همچنین در آن سال، او از سوی مجلهٔ تایم یکی از ۱۰۰ شخص تأثیرگذار جهان نامیده شد. آدامز در سال ۲۰۱۷ ستاره‌ای در پیاده‌روی مشاهیر هالیوود کسب کرد. فیلم‌های او تا سال ۲۰۱۷ بیش از ۴٫۷ میلیارد دلار در سراسر جهان فروش داشته‌اند. رابرت ایتو از نیویورک تایمز معتقد است که گرایش او به پروژه‌های مخاطره‌آمیز مانع از آن می‌شود که در گیشه موفق‌ بیشتری داشته باشد.
استوارت مک‌گورک از جی‌کیو به پوست روشن و صاف، موهای خرمایی، مهربانی و سبک گفتار صمیمانهٔ آدامز به‌عنوان یکی از خصلت‌های بارز او اشاره کرده است. او در سال ۲۰۱۱ از سوی ال به عنوان یکی از زیباترین افراد در آمریکا معرفی شد، و چندین نشریه حضور او در فرش قرمز را در میان فهرست خودشان از سلبریتی‌های خوش‌پوش قرار داده‌اند. آدامز در سال ۲۰۱۲ یکی از عطرهای لاکست را تبلیغ کرد و دو سال بعد، از لوازم جانبی و کیف‌های دستی مکس مرا اعلام پشتیبانی کرد. او در سال ۲۰۱۵ با مکس مرا برای طراحی و تبلیغ یکی از خط‌های تولید کیف دستی همکاری کرد.

## زندگی شخصی

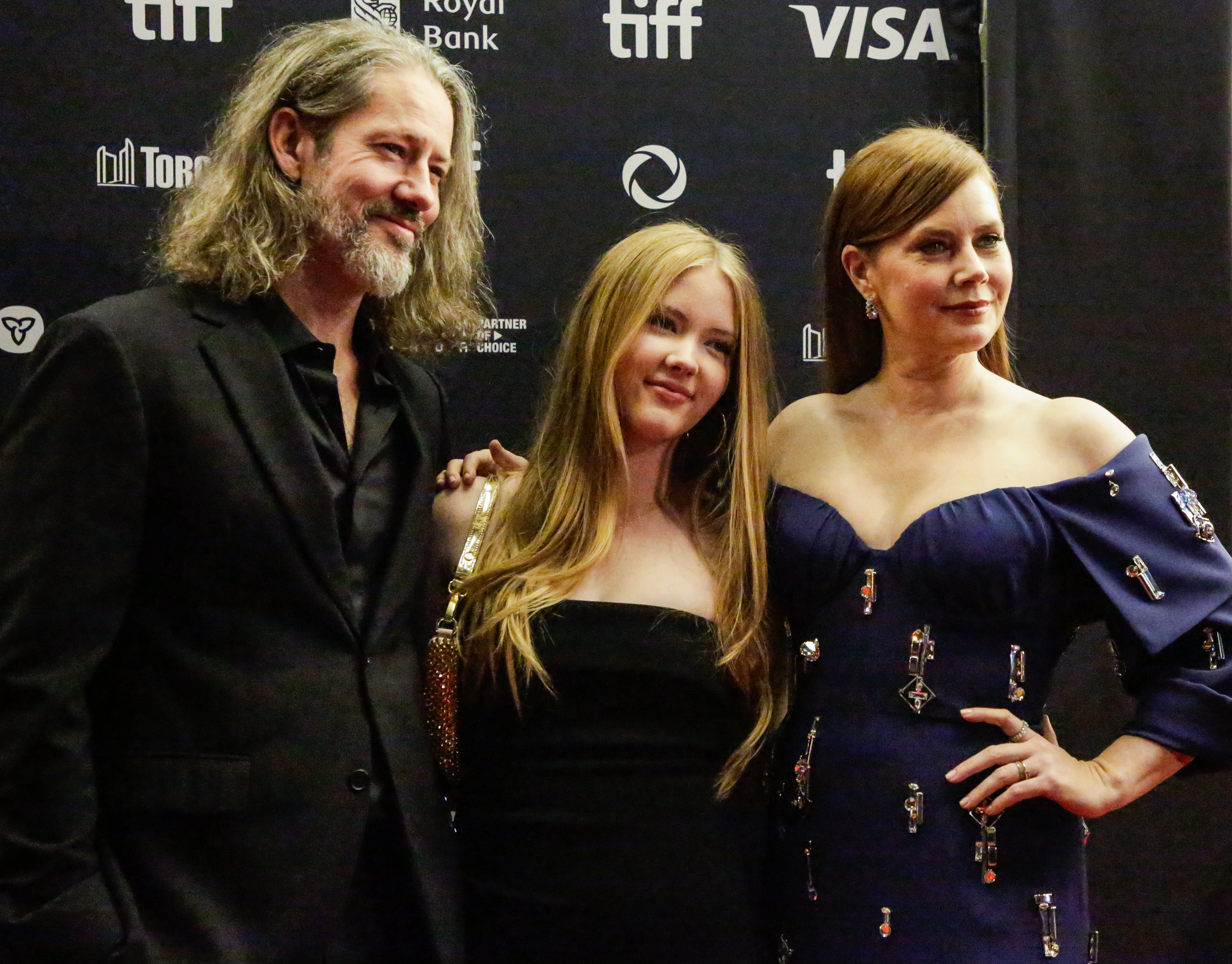
آدامز با همسرش، لو گالو، و دخترش، آویانا، در ۲۰۲۴

آدامز در سال ۲۰۰۱ در یک کلاس بازیگری با دارن لو گالو، بازیگر و نقاش، آشنا شد و یک سال بعد، هنگام همکاری در فیلم کوتاه سِنت‌ها، رابطه عاطفی خود را آغاز کردند. آن‌ها در سال ۲۰۰۸ نامزد کردند و در سال ۲۰۱۰، دخترشان، آویانا، به دنیا آمد. این زوج هفت سال پس از نامزدی، در مراسمی خصوصی در مزرعه‌ای نزدیک سانتا باربارا، کالیفرنیا ازدواج کردند. آدامز در سال ۲۰۱۶ اظهار داشت که از فداکاری‌های بی‌شمار لو گالو به‌عنوان مراقب اصلی خانواده‌شان عمیقاً قدردانی می‌کند. آن‌ها در بورلی هیلز، کالیفرنیا ساکن هستند. او زندگی خانوادگی‌اش را «بسیار آرام» توصیف کرده و گفته است که روال روزانه‌اش شامل رفتن به محل کار، همراهی دخترش به پارک، و قرارهای عاشقانه هفتگی با همسرش است.
آدامز ارزش چندانی برای شهرت قائل نیست و معتقد است که «هرچه مردم بیشتر درباره من بدانند، کمتر به من و شخصیت‌هایم باور خواهند داشت». او به شایعات بی‌اساس یا پوشش تبلویدها توجه اندکی دارد و تلاش می‌کند تعادل سالمی بین کار و زندگی شخصی‌اش برقرار کند. او می‌کوشد تحت تأثیر شهرت قرار نگیرد، زیرا معتقد است این امر توانایی او در ایفای صادقانه نقش‌ها را مختل می‌کند. آدامز درباره تجربه عدم اعتماد به نفس و ناامنی در جوانی و تأثیر آرامش‌بخش مادر شدن بر زندگی‌اش سخن گفته است. او در مواقع استرس در محل کار، اغلب به آواز خواندن روی می‌آورد. آدامز همراه با دیگر بازیگران، خواستار برابری دستمزد زنان در صنعت سینما شده، اما معتقد است که بازیگران زن بیش از حد مجبور به توضیح درباره عدم توازن درآمدی بین جنسیت‌ها می‌شوند و این پرسش‌ها باید از تهیه‌کنندگان مطرح شود.
آدامز، که در سال‌های اولیه فعالیتش در صنعت سینما با چالش‌هایی مواجه شده بود، اکنون همکاری گسترده‌ای با دانش‌آموزان محروم در مدرسه فیلم گتو در نیویورک دارد. مجله ورایتی در سال ۲۰۱۰ از او به دلیل این همکاری تقدیر کرد. او از پروژه ترور، سازمانی غیرانتفاعی که به حمایت از نوجوانان ال‌جی‌بی‌تی در بحران می‌پردازد، پشتیبانی کرده و در سال ۲۰۱۱ مجری رویداد «ترور لایو» بود. در سال ۲۰۱۳، او کتاب زیبایی برای سرطان مغز را برای جمع‌آوری کمک مالی برای مؤسسات خیریه سرطان مغز اسناگ و هدراش منتشر کرد. سال بعد، او در رویدادی خیریه در مرکز پزشکی یوسی‌ال‌ای، سانتا مونیکا برای جمع‌آوری کمک مالی برای کودکان قربانی آزار جنسی شرکت کرد. آدامز در سال ۲۰۲۰ با جنیفر گارنر، بازیگر، همکاری کرد تا کمپین #SaveWithStories را برای حمایت از آموزش کودکان در دوران تعطیلی مدارس به دلیل همه‌گیری کووید-۱۹ راه‌اندازی کند. او سفیر بنیاد راه درست است، خیریه‌ای که خدمات شغلی و سلامت روان به جوانان سابقاً تحت سرپرستی ارائه می‌دهد. ورایتی در سال ۲۰۲۴ از او برای همکاری با این بنیاد تجلیل کرد.

## کارنامهٔ هنری و جوایز
بنا به گزارش وبگاه نقد و بررسی راتن تومیتوز و وبگاه گیشهٔ باکس آفیس موجو، تحسین‌شده‌ترین و پرفروش‌ترین فیلم‌های آدامز اگه می‌تونی منو بگیر (۲۰۰۲)، جون‌باگ (۲۰۰۵)، افسون‌زده (۲۰۰۷)، تردید (۲۰۰۸)، شب در موزه: نبرد اسمیتسونین (۲۰۰۹)، جولی و جولیا (۲۰۰۹)، مشت‌زن (۲۰۱۰)، ماپت‌ها (۲۰۱۱)، استاد (۲۰۱۲)، مرد پولادین (۲۰۱۳)، او (۲۰۱۳)، حقه‌بازی آمریکایی (۲۰۱۳)، چشمان بزرگ (۲۰۱۴)، بتمن در برابر سوپرمن: طلوع عدالت (۲۰۱۶)، ورود (۲۰۱۶)، حیوانات شب‌زی (۲۰۱۶) و لیگ عدالت (۲۰۱۷) هستند.
از پروژه‌های تلویزیونی او می‌توان به نقش‌آفرینی در مینی‌سریال چیزهای تیز (۲۰۱۸) از شبکهٔ اچ‌بی‌او اشاره کرد. او در بازآفرینی نمایش به‌سوی جنگل واقع در پابلیک تییتر در سال ۲۰۱۲ و بازآفرینی نمایش باغ‌وحش شیشه‌ای واقع در وست اند در سال ۲۰۲۲ حضور داشته است.
آدامز شش بار نامزد دریافت جایزهٔ اسکار شده است: بهترین بازیگر نقش مکمل زن برای جون‌باگ (۲۰۰۵)، تردید (۲۰۰۸)، مشت‌زن (۲۰۱۰)، استاد (۲۰۱۲) و معاون (۲۰۱۸)، و بهترین بازیگر زن برای حقه‌بازی آمریکایی (۲۰۱۳). او برای حقه‌بازی آمریکایی (۲۰۱۳) و چشمان بزرگ (۲۰۱۴) دو جایزهٔ گلدن گلوب در رشتهٔ بهترین بازیگر زن در کمدی یا موزیکال برنده شد.